# 林東郊
林東郊（?—?），字薺原，河南省河南府洛陽縣人，清朝政治人物、同進士出身。
光緒二十四年（1898年），参加光緒戊戌科殿試，登進士三甲62名。同年五月，改翰林院庶吉士。光緒二十九年四月，散館，授翰林院檢討。宣统三年，担任桂林府知府。